# Lijst van Belgische gemeenten
Volgende pagina's geven een alfabetische lijst van de Belgische gemeenten met bijkomende informatie per gewest:
- Lijst van gemeenten in het Vlaams Gewest
- Lijst van gemeenten in het Brussels Hoofdstedelijk Gewest
- Lijst van gemeenten in het Waals Gewest

Lijsten van gemeenten naar parameter:
- Voor bevolkingsdichtheid, inwonertal en oppervlakte; zie Tabel van Belgische gemeenten
- Lijst van Belgische gemeenten naar bestuurlijke indeling

Andere pagina's met betrekking op de Belgische gemeenten:
- Lijst van voormalige Belgische gemeenten
- Lijst van vroegere plaatsnamen in België
- Lijst van steden in België
- Lijst van vlaggen van Belgische gemeenten
- Lijst van wapens van Belgische gemeenten